# Panopea generosa
La Geoduck del Pacífico (Panopea generosa) es una especie de molusco bivalvo marino de la familia Hiatellidae de gran tamaño. Su nombre común puede derivarse de una palabra indígena americana que significa "cava hondo".
La geoduck es nativa de la costa oeste de América del Norte. La longitud de su concha va desde 15 cm a más de 20 cm  pero su muy largo sifón hace que la almeja sea mucho más larga, alcanzando 1 m de longitud. Es tanto una de las más grandes almejas del mundo, así como uno de los animales más longevos de cualquier tipo. En estado adulto tienen muy pocos depredadores, a excepción de los humanos.
Estas almejas no fueron pescadas comercialmente hasta la década de 1970, pero en fechas recientes ha surgido una gran demanda en los mercados asiáticos y ahora las almejas son criadas en granjas, así como recolectadas en el mar. Actualmente se venden por grandes sumas de dinero, lo cual hace que la pesca furtiva sea un problema. Las técnicas de crianza están bajo escrutinio debido a su posible impacto ambiental negativo.

## Etimología
El inusual nombre común de esta almeja se deriva de la palabra lushootseed de la tribu Nisqually gʷídəq, que significa "cava hondo", mientras que el curioso deletreo es probablemente el resultado de una mala transcripción y no tenga nada que ver con patos. Entre otros deletreos figuran gweduc, gweduck, goeduck y goiduck. A veces es conocida como pato de lodo, almeja rey, almeja chiluda en México o, al ser traducida literalmente del chino, como almeja trompa de elefante.
Entre 1983 y 2010, el nombre científico de esta almeja fue confundido en la literatura científica con el de una almeja extinta, la Panopea abrupta (Conrad, 1849).

## Distribución geográfica
Habita desde la latitud de Río de Janeiro hasta 48° hacia el sur, en la Provincia de Santa Cruz (Scarabino, 1977; Orensanz et al., 1996). También existen importantes concentraciones de esta especie en el golfo San José y  en los golfos San Matías y Nuevo. También se reportan avistamientos de colonias en las rías gallegas desde Pontevedra hasta Rivadeo.

## Hábitat
Habita fondos fangosos y arenosos del infra y circalitoral hasta 75 metros de profundidad.

## Captura
En Argentina la pesca se inició en el año 2005. El método de captura es mediante buceo usando el sistema de hidro-jet. Cada buzo promedia una captura de 300 kilos. actualmente hay unos 15 buzos pescando el recurso. El kilo tiene un valor de 2,000.00 dólares.

## Empleo culinario
En Buenos Aires, Argentina, pueden conseguirse en algunos mercados del barrio chino, en Belgrano. La forma norteamericana se presenta habitualmente viva o congelada; el precio del "geoduck" vivo es de 6,50-7,50 U$S/libra.

## En la cultura popular

### Películas
- Un documental sobre el animal, 3 Feet Under: Digging Deep for the Geoduck Clam, ganó el premio al mejor documental en el Thunderbird International Film Festival.[7]

### Mascotas deportivas
- The geoduck es la mascota oficial deportiva del Evergreen State College, situado en el extremo sur de Puget Sound en Olympia, Washington. El lema en latín del college, Omnia Extares ("deja que todo cuelgue") es, al menos en parte, una referencia sarcástica al aspecto fálico de la criatura.